# Campionato europeo di taekwondo 2012
Il XX Campionato Europeo di Taekwondo si è disputato a Manchester, in Gran Bretagna, tra il 3 e il 6 maggio 2012.

## Medagliati

### Maschile
| Specialità | Oro                           | Argento                    | Bronzo                                                     |
| -54 kg     | Seifula Magomedov Russia      | Mikayıl Əliyev Azerbaigian | Nikolaos Politis Grecia Amin Badr Regno Unito              |
| 58 kg      | Joel González Bonilla Spagna  | Moussa Cissé Francia       | Eryk Rodzik Polonia Fırat Pozan Turchia                    |
| 63 kg      | Michael Harvey Gran Bretagna  | Vasileios Gaitanis Grecia  | Mário Silva Portogallo Tomislav Karaula Croazia            |
| 68 kg      | Servet Tazegül Turchia        | Filip Grgić Croazia        | Stylianos Papadopoulos Grecia Martin Stamper Gran Bretagna |
| 74 kg      | Aliaschab Siražov Russia      | Rıdvan Baygut Turchia      | Torann Maizeroi Francia Bartosz Kołecki Polonia            |
| 80 kg      | Aaron Cook Gran Bretagna      | Ramin Azizov Azerbaigian   | Tommy Mollet Paesi Bassi Nicolás García Hemme Spagna       |
| 87 kg      | Lutalo Muhammad Gran Bretagna | Augustin Bata Francia      | Ali Sarı Turchia Carlo Molfetta Italia                     |
| +87 kg     | Leonardo Basile Italia        | Ivan Trajkovič Slovenia    | Vanja Babić Serbia Volker Wodzich Germania                 |

### Femminile
| Specialità | Oro                           | Argento                  | Bronzo                                               |
| -46 kg     | Ioanna Koutsou Grecia         | Elaia Torrontegui Spagna | Jessika Alair Soares Svezia Rukiye Yıldırım Turchia  |
| 49 kg      | Lucija Zaninović Croazia      | Kristina Kim Russia      | Yasmina Aziez Francia Brigitte Yagüe Spagna          |
| 53 kg      | Hatice Kübra Yangın Turchia   | Ana Zaninović Croazia    | Caroline Fisher Gran Bretagna Maeiva Coutant Francia |
| 57 kg      | Floriane Liborio Francia      | Edina Kotsis Ungheria    | Jade Jones Gran Bretagna Andrea Rica Taboada Spagna  |
| 62 kg      | Marlène Harnois Francia       | Marina Sumić Croazia     | Joyce van Baaren Paesi Bassi Marina Češuina Russia   |
| 67 kg      | Nur Tatar Turchia             | Haby Niaré Francia       | Petra Matijašević Croazia Elin Johansson Svezia      |
| 73 kg      | Anastasija Baryšnikova Russia | Milica Mandić Serbia     | Melda Akcan Germania Maeva Mellier Francia           |
| +73 kg     | Anne-Caroline Graffe Francia  | Rosana Simón Spagna      | Ol'ga Ivanova Russia Katharina Weiss Germania        |

## Medagliere
| Posizione | Paese         | Oro | Argento | Bronzo | Totale |
| --------- | ------------- | --- | ------- | ------ | ------ |
| 1         | Francia       | 3   | 3       | 4      | 10     |
| 2         | Turchia       | 3   | 1       | 3      | 7      |
| 3         | Russia        | 3   | 1       | 2      | 6      |
| 4         | Gran Bretagna | 3   | 0       | 4      | 7      |
| 5         | Croazia       | 1   | 3       | 2      | 6      |
| 6         | Spagna        | 1   | 2       | 3      | 6      |
| 7         | Grecia        | 1   | 1       | 2      | 4      |
| 8         | Italia        | 1   | 0       | 1      | 2      |
| 9         | Azerbaigian   | 0   | 2       | 0      | 2      |
| 10        | Serbia        | 0   | 1       | 1      | 2      |
| 11        | Slovenia      | 0   | 1       | 0      | 1      |
|           | Ungheria      | 0   | 1       | 0      | 1      |
| 13        | Germania      | 0   | 0       | 3      | 3      |
| 14        | Paesi Bassi   | 0   | 1       | 1      | 2      |
|           | Polonia       | 0   | 0       | 2      | 2      |
|           | Svezia        | 0   | 0       | 2      | 2      |
| 17        | Portogallo    | 0   | 0       | 1      | 1      |
|           | TOTALE        | 16  | 16      | 32     | 64     |